# Катастрофа Vickers Viscount во Фриленде
Катастрофа Vickers Viscount во Фриленде — авиационная катастрофа, произошедшая ночью в воскресенье  6 апреля 1958 года, в пасхальное воскресенье, близ Фриленда (штат Мичиган). Пассажирский самолёт Vickers 745D Viscount американской авиакомпании Capital Airlines, завершая рейс из Флинта, заходил на посадку в аэропорт Трай-Сити, а его экипаж наблюдал аэродром. Но затем вдруг авиалайнер рухнул на землю и разрушился, при этом погибли 47 человек.

## Самолёт
Vickers-Armstrongs Viscount модели 745D (Vickers 745D Viscount) с регистрационным номером N7437 (заводской — 135) свой первый полёт совершил 24 августа 1956 года в Борнмуте (Великобритания). В отчёте датой изготовления указано 30 августа того же года, но на самом деле это дата его продажи авиакомпании Capital Airlines, в которую он поступил 31 августа и получил в ней лётный номер 356. Был оснащён четырьмя турбовинтовыми двигателями Rolls-Royce Dart модель 510 (6MK510), оборудованных воздушными винтами Rotol модель R130/4-20-4/12E (лопасти модели RA 25842). Общая наработка борта N7437 по имеющимся данным составляла 4776 лётных часов и 3500 циклов «взлёт—посадка».

## Экипаж
Лётный экипаж (в кабине) лайнера состоял из двух пилотов:
- Командир воздушного судна — 43-летний Уильям Дж. Хулл (англ. William J. Hull). В Capital Airlines с 9 апреля 1941 года и имел общий налёт 16 050 часов, в том числе 1702 часов на самолётах Vickers Viscount.
- Второй пилот — 27-летний Эрл М. Бинкли (англ. Earle M. Binkley). В Capital Airlines с 12 октября 1956 года и имел общий налёт 2030 часов, в том числе 975 часов на самолётах Vickers Viscount.

В салоне на момент происшествия работала только одна стюардесса — 28-летняя Рут Н. Денек (англ. Ruth N. Denecke), которая устроилась в Capital Airlines 30 июля 1954 года.

## Катастрофа
В тот день борт N7437 должен был выполнять пассажирский рейс CA-067 по маршруту Нью-Йорк — Детройт — Флинт — Сагино — Чикаго. Однако нью-йоркский аэропорт Ла Гуардия, откуда этот рейс должен был начинаться, оказался закрыт по погодным условиям, поэтому самолёт приземлился на запасном аэродроме — Ньюарк, то есть рейс 67 теперь начинался с Ньюарка, вместо Нью-Йорка. В 19:16, на 1 час 16 минут позже расписания, самолёт вылетел из Ньюарка и вскоре благополучно приземлился в Детройте, где с него сошла одна из стюардесс — Весселл. Далее авиалайнер по правилам полётов по приборам выполнил нормальный полёт во Флинт, где приземлился в 22:37.
Всего на борту находились 44 пассажира, а общий вес самолёта составлял 57 091 фунт (25 896 кг), что не противоречило норме; центровка также не выходила за установленные пределы. Полёт до следующего аэропорта — Трай-Сити, — был совсем коротким, около четверти часа, и должен был выполняться на эшелоне 3600 футов (1100 м) по правилам полётов по приборам. В 23:02 рейс 67 вылетел из Флинта, а в 23:06 доложил о выполнении схемы выхода. Диспетчер взлёта спросил, какое примерно время прибытия в Сагино, на что было доложено о 23:15. Тогда диспетчер передал: УВД разрешает [рейсу] Кэпитэл 67 следовать к северу от всенаправленного радиомаяка Сагино, удерживайте одну минуту, после правый поворот, сохранять 3600 футов. Ожидайте ещё одно разрешение в 23:20, для получения которого переходите на частоту компании.
В 23:10 уже от диспетчера авиакомпании экипаж получил очередное разрешение: УВД разрешает рейсу [выполнять] подход к аэропорту Сагино (Трай-Сити). Пора докладывать на землю радиостанции Сагино. Аэропорт Трай-Сити относительно небольшой и даже не имеет диспетчерской вышки. Когда экипаж установил связь с этим аэропортом, то получил информацию, что заход будет выполняться на полосу 5, а также данные о погоде на 23:00: сплошная облачность на 900 футов (270 м), видимость 3 мили (4,8 км), небольшой снег с дождём (в 22:25 закончился дождь и начался снег), температура воздуха 34 °F (1 °C), точка росы 33 °F (1 °C), ветер северо-северо-восточный 18 узлов, с порывами до 27 узлов, давление аэродрома 29,48 дюйма (749 мм). В 23:16 было сообщено о прохождении рейса 67 над аэропортом.
Согласно показаниям очевидцев на земле, через некоторое время авиалайнер наблюдался с подветренной стороны от аэропорта, когда выполнил левый стандартный разворот, а также были включены посадочные фары. Самолёт в это время следовал ниже слоя облаков и постепенно снижался. Следуя на предпосадочной прямой, лайнер находился несколько в стороне от продолжения осевой линии взлётно-посадочной полосы и по чуть более крутой траектории. Тогда экипаж совершил поворот в сторону и выровнял свой самолёт, как затем последний вдруг перешёл в пикирование, после чего в 23:19 почти вертикально врезался в кукурузное поле, перевернулся «на спину», а затем возник пожар. Лайнер рухнул на удалении 2322 фута (708 м) от торца полосы 5 по азимуту 45°, будучи при этом почти на её осевой линии. К месту падения были направлены спасательные службы, которые однако смогли прибыть туда с задержкой из-за труднодоступной местности, но все 47 человек на борту погибли. На тот момент по числу погибших это была крупнейшая авиационная катастрофа с участием Vickers Viscount.
Так как самолёт упал у самого аэропорта, то пожар на месте катастрофы могли наблюдать и пассажиры в аэропорту. От увиденного возникла паника, в результате которой люди даже выбегали из аэровокзала в город. Но было и немало тех, кто поспешил к месту катастрофы, где вскоре скопилась толпа из трёх тысяч человек, поэтому пришлось для защиты от неё оцепить район происшествия.

## Расследование

### Изучение обломков
Как показало рассмотрение обломков, пожар возник только после удара о землю, а во время полёта его не было. Все обломки нашли на месте падения, то есть во время полёта конструкция не разрушалась. Сам удар о землю произошёл на большой скорости при вертикальном положении самолёта, но с небольшим наклоном вправо, при этом передняя кромка правого крыла в момент удара была практически параллельна земле. Разрушение конструкции от удара было значительным, при этом некоторые части крыла даже оплавились в пожаре. Признаков отказов в системе управления обнаружить не удалось. Разве что удалось определить, что при ударе руль высоты был отклонён вниз на 40°. Самолёт при этом был в посадочной конфигурации, с выпущенными закрылками и шасси. Лопасти воздушных винтов были установлены на «малый шаг», отказов или неисправностей двигателей найдено не было.

### Показания очевидцев
Был опрошен ряд свидетелей, находящихся близ аэропорта. В их показаниях были расхождения, что вполне естественно, но в целом все сходились в том, что не наблюдали контуров самолёта, так как стояла ночь, но некоторые видели его огни, либо слышали шум двигателей. Очевидцы утверждали, что самолёт появился с подветренной стороны аэропорта и на траектории подхода к полосе 5, следуя при этом на высоте 600 футов (180 м) или выше. Выполнив длительный последний разворот, лайнер включил посадочные огни, при этом оказавшись правее продолжения осевой линии полосы. Тогда экипаж выполнил крутой левый поворот с креном 50—60° и за пару секунд вернулся на правильное положение, как затем опустил нос и упал на землю. Некоторые также утверждали, что слышали в этот момент шум увеличения режима двигателей. На основании этих данных было определено, что падение «Виккерса» началось с высоты 400—600 футов (120—180 м). Из огней на самолёте были замечены только посадочные, навигационные, а также проблесковые. Остальных огней на самолёте, включая свет от иллюминаторов в салоне, не наблюдалось. Лишь при столкновении с землёй и последующем взрыве возникшая вспышка осветила местность вокруг, да хвостовую часть лайнера, которая в этот момент находилась в вертикальном положении. Относительно погодных условий свидетели указывали на изморозь и сильные порывы ветра.

### Погодные условия
На время происшествия над южным Мичиганом проходил циклон, сопровождавшийся низкой облачностью, туманом, дождём или снегом, а также обледенением у земли от умеренного до сильного. Незадолго до рейса 67 в Трай-Сити уже приземлились два самолёта компании Capital, а их экипажи сообщили, что столкнулись с умеренной турбулентностью, но управление сохранялось на умеренном уровне. Один из самолётов был Lockheed Constellation. который приземлился за 13 минут до борта N7437, а его командир позже рассказал следователям, что при посадке на крыльях самолёта образовался слой льда толщиной в дюйм, если не больше, однако диспетчеру или в офис авиакомпании он об этом не докладывал.

### Испытания
Почти через пять лет после катастрофы во Фриленде, 29 января 1963 года близ Канзас-Сити разбился другой «Висконт» борт N242V, уже авиакомпании Continental Airlines, причём он также заходил на посадку, когда вдруг перешёл в пикирование и врезался в землю, при этом погибли 8 человек. Обломки борта N242V уже почти не пострадали в пожаре и следователи смогли более детально осмотреть их, ведь они могли пролить свет на катастрофу борта N7437. Затем произошли ещё два инцидента, когда самолёт также терял управление при заходе на посадку, но в них экипажи успевали исправить ситуацию, а лайнеры как следует изучили. Лопасти воздушных винтов выглядели нормальными, хотя на них был небольшой слой наледи. Тонкий слой льда был и на крыле, но он был незначительным, чтобы повлиять на пилотирование. Но зато на хвостовом оперении имелся толстый слой льда, который в середине имел толщину около 2 см, к краям достигая 3,5 см, а в отдельных местах он даже достигал 9 см. Тогда провели серию испытаний в аэродинамической трубе, которые показали, что слой льда на стабилизаторе сильно влияет на управляемость самолёта, в том числе он может быстро выйти на закритические углы атаки.
Самолёты Vickers Viscount оборудованы «трясуном» штурвала, предупреждающем об опасности сваливания. Но при этом на борту N7437 незадолго до происшествия «трясун» был заменён и ещё не откалиброван, а потому мог предупредить об опасности, когда запас скорости уже был меньше 15 узлов, то есть уже очень мал, чтобы экипаж успел исправить ситуацию, в том числе своевременно включить обогрев оперения.

## Причины катастрофы
По мнению следователей, причиной катастрофы стало отложение слоя льда на горизонтальном стабилизаторе, что ухудшило характеристики последнего. Затем когда экипаж выпустил закрылки на 40°, увеличился пикирующий момент, который руль высоты из-за слоя льда не смог парировать. Также при этом лайнер из-за небольшого обледенения планера вышел на закритические углы атаки. «Виккерс» опустил нос и помчался к земле. Экипаж мог бы спасти самолёт, если бы в этот момент убрал закрылки, тем самым убрав пикирующий момент. Но ситуация развивалась настолько быстро, а запаса времени было очень мало, поэтому пилоты просто физически не успели сориентироваться и предпринять необходимые действия.

## Последствия
Это была первая катастрофа самолёта Viscount авиакомпании Capital Airlines, но не последняя, так как в течение следующей пары лет будут потеряны ещё три таких авиалайнера, что в результате приведёт к закрытию данной авиакомпании и слиянию её с United Airlines.

### Комментарии
1. ↑  Регион в штате Мичиган, включающий сразу три города: Мидленд, Бей-Сити и Сагино
2. ↑  Здесь и далее по умолчанию указано Центральноамериканское время (CST).